# 佳源國際控股
佳源國際控股有限公司，簡稱佳源國際控股（英語：Jiayuan International Group Limited，港交所：2768）。佳源國際控股創始於2003年，是中國發展成熟的物業開發商，在中國江蘇省開發大型住宅綜合體項目及綜合商業綜合體項目。集團主要業務營運包括開發及銷售住宅及商用物業及出租擁有或開發的商用物業。於2015年11月30日，佳源國際控股在江蘇省有19個物業開發項目，包括正處於不同開發階段的14個住宅綜合體項目及五個綜合商業綜合體項目。在該19個物業開發項目中，集團已完成八個項目，以及七個項目的部份開發。 （页面存档备份，存于）
股份則在2016年3月8日於港交所主板上市。招股價為2.48港元，全球發售為4.5億股，集資額為11.16億港元，主要用作開發現有項目的建築成本、潛在土地收購及建築成本和營運資金。
2017年12月，佳源國際控股以35.1億港元購入澳門氹仔地皮。
2018年5月，佳源國際控股以26.2億港元購入3個香港項目70.1%權益，包括屯門菁雋、滙賢一號及葵涌成功中心。
2019年1月17日，佳源國際控股股價大跌80%，巿值蒸發263億港元。
2023年5月2日，佳源國際控股獲高等法院發出清盤令。

## 外部連結
- jiayuanintl.com